# Bijelo Bučje (Teslić)
Pour les articles homonymes, voir Bijelo Bučje.
Bijelo Bučje (en serbe cyrillique : Бијело Бучје) est un village de Bosnie-Herzégovine. Il est situé dans la municipalité de Teslić et dans la république serbe de Bosnie. Selon les premiers résultats du recensement bosnien de 2013, il compte 557 habitants.

## Démographie

### Évolution historique de la population dans la localité
| 1948 | 1953 | 1961  | 1971  | 1981  | 1991  | 2013 |
| ---- | ---- | ----- | ----- | ----- | ----- | ---- |
| -    | -    | 1 600 | 1 894 | 1 952 | 1 642 | 557  |

|  |